# نوبة كظرية
نوبة كُظريَّة أو أزمة كُظرية (بالإنجليزية: Adrenal crisis)‏ أو نوبة أديسونية (بالإنجليزية: Addisonian crisis)‏ أو قُصور الكظر الحاد (بالإنجليزية: acute adrenal insufficiency)‏ هي حالة طبية طارئة من المُحتمل أن تكون مُهددة للحياة وبالتالي فإنها تتطلب علاج فوري، تُؤدي النوبة الكظرية إلى مجموعة من الأعراض التي تُشير إلى حدوث قصور حاد في الغدة الكظرية ناجم عن عدم كفاية مستويات هرمون الكورتيزول. قد تحدث النوبة نتيجةً لمرض أديسون غير المُعالج أو الذي لم يتم تشخيصه سابقاً (حيثُ يُؤثر المرض بشكل فجائي على وظيفة الغدة الكظرية)، أو تحدث نتيجةً حدوث صدمة أو عدوى أو إجهاد بدني لشخص مصاب بمرض أديسون أو مُصاب بفرط تنسج الكظرية الخلقي.
وجدت إحدى الدراسات عام 2002 وجود نسبة عالية من الإصابة بقصور الغدة الكظرية عندَ المرضى المُشخصين بالصدمة الإنتانية.

## الأسباب
تحدث النوبة الكُظرية بسبب حدوث نقص في الكورتيزول، وقد يكون هذا النقص نتيجةً لمرض أديسون أو فرط تنسج الكظرية الخلقي، أو قد يحدث عيب في الإنزيمات المُصنعة للكورتيكوستيرويد أو حدوث اضطرابات في الغدة النخامية (مثل متلازمة شيهان، ورم الغدة النخامية، قصور النخامية)، مما يؤدي إلى خلل في الغدة الكظرية.

## العلامات والأعراض
من العلامات والأعراض المميزة للنوبة الكظرية ما يلي:
- ألم مُفاجئ في الساقين أو أسفل الظهر أو البطن.
- ذهان، ارتباك، صعوبة في الكلام.
- خمول شديد.
- تشجنات.
- حمى.
- فرط بوتاسيوم الدم.
- فرط كالسيوم الدم.[5]
- نقص سكر الدم.
- نقص صوديوم الدم.
- انخفاض ضغط الدم.
- قصور الدرقية.
- تقيؤ وإسهال شديدين، مما يؤدي إلى الجفاف.
- إغماء.

## التشخيص
يتم إجراء عدد من الفحوصات المُساعدة في التَشخيص، وِمنها:
- اختبار تحفيز الهرمون الموجه لقشر الكظر (كوسنتروبين).
- مستوى الكورتيزول؛ وذلك بهدف تقييم مستوى الهرمونات القشرية السكرية.
- مستوى سُكر الدم على الريق.[6]
- مستوى البوتاسيوم في الدم؛ وذلك بهدف تقييم مستوى الهرمونات القشرية المعدنية.
- مستوى الصوديوم في الدم.

## العلاج
تُعتبر النوبة الكُظرية من الحالات الطبية الطارئة والتي تحتاج للعلاج بواسطة الهيدروكورتيزون وَالسوائل.

## الوقاية
تحصل النوبة الكُظرية نتيجة لإجهاد جسدي كبير (مِثل حدوث رضة خطيرة)، لذلك يجب تجنب الأنشطة التي قد تزيد من خطر حدوث صدمة، كما يجب منح العلاج خلال ساعتين من الصدمة ولذلك يُفضل حَمل حُقت هيدروكورتيزون في المناطق النائية.

## روابط خارجية
- النوبة الكظرية الحادة على موقع PubmedHealth
- النوبة الكظرية على موقع Patient.info
- النوبة الأديسونية على موقع rightdiagnosis.com